# Narutó (Csiba)
Narutó (japánul: 成東町; Hepburn: Narutō-machi) kisváros Japánban, a Kantó régióban, a Csiba prefektúrában, a Szanbu körzetben.

## Történelme
2006. március 27-én Narutó, Macuo, Szanbu városok és Haszunuma falu egyesülésével létrejött Szanmu város. Ezzel megszűnt önálló település lenni Narutó.

## Fordítás
- Ez a szócikk részben vagy egészben  a   Narutō, Chiba című angol Wikipédia-szócikk ezen változatának fordításán alapul.  Az eredeti cikk szerkesztőit annak laptörténete sorolja fel. Ez a jelzés csupán a megfogalmazás eredetét és a szerzői jogokat jelzi, nem szolgál a cikkben szereplő információk forrásmegjelöléseként.
- Ez a szócikk részben vagy egészben  a(z)   成東町 című japán Wikipédia-szócikk ezen változatának fordításán alapul.  Az eredeti cikk szerkesztőit annak laptörténete sorolja fel. Ez a jelzés csupán a megfogalmazás eredetét és a szerzői jogokat jelzi, nem szolgál a cikkben szereplő információk forrásmegjelöléseként.